# 保氏四极虫
保氏四极虫（学名：Chloromyxum baueri）为四极科四极虫属的动物。分布于俄罗斯以及四川等，营寄生生活，寄生在重口裂腹鱼的胆囊。